# شهرستان واشینگتن (مریلند)
شهرستان واشینگتن، مریلند (به انگلیسی: Washington County, Maryland) یک سکونتگاه مسکونی در ایالات متحده آمریکا است که در مریلند واقع شده‌است.